# Tokujirō Namikoshi
Tokujirō Namikoshi (Shikoku (Japón), 1905 - 2000) es el fundador y creador de la terapia Shiatsu. Definió este como: "El Shiatsu es como el amor de madre, la presión sobre el cuerpo estimula la fuente de la vida"
Definición del Shiatsu por el Ministerio de Sanidad de Japón:
"Tratamiento que, aplicando unas presiones con los dedos y las palmas de las manos, sobre determinados puntos, corrige irregularidades, mantiene y mejora la salud, contribuyendo así a aliviar enfermedades activando la capacidad de autocuración del cuerpo humano"
Tokujiro Namikoshi nació en la provincia de Kagawa (Japón)en 1905. A los 7 años emigró con su familia a la isla de Hokkaido, debido al contraste climático, su madre empezó a mostrar síntomas de polireumatismo, sufriendo dolores agudos en la articulaciones.
En el lugar donde vivían, no existía un fácil acceso a medicamentos y a médicos, lo cual, lo único que podía hacer Tokujiro Namikoshi por su madre era frotar, presionar y masajear diariamente la zona que más le dolía.
En su lucha contra la dolencia de su madre, Tokujiro descubrió que lo más eficaz para aliviar su dolor era presionar con los dedos en determinados puntos de su cuerpo. De ahí, Tokujiro nombró esta técnica de dígito-presión: Shiatsu, ya que en japonés "Shi" significa dedos y "Atsu" significa presión.
También uno de los objetivos primordiales de Tokujiro Namikoshi era la difusión de esta terapia por todo el mundo, ya que por su eficacia, es una terapia que aporta vitalidad y salud a las personas.
Fundador del Japan Shiatsu College de Tokio, máximo exponente internacional en la formación de futuros terapeutas de Shiatsu y la única entidad que dispone de la autorización por parte del Ministerio de Sanidad de Japón.
En la actualidad el Japan Shiatsu College, cuenta con más de 2500 alumnos que se gradúan anualmente para presentarse al examen estatal para la obtención del número de licencia necesario para ejercer como terapeuta de Shiatsu en Japón.
En Europa, gracias al maestro Shigeru Onoda, graduado en 1981 por el Japan Shiatsu College y discípulo directo de Tokujiro Namikoshi, se ha logrado la difusión de esta terapia por Europa, mostrando los beneficios del Shiatsu auténtico creado por Tokujiro Namikoshi. 
La Escuela Japonesa de Shiatsu de Madrid fundada por el maestro Shigeru Onoda, dispone la autorización por parte del Japan Shiatsu College para la formación de terapeutas de Shiatsu en el continente europeo, manteniendo como principal objetivo la difusión del auténtico Shiatsu creado por Tokujiro Namikoshi.